# 설윤석
설윤석(薛允碩, 1981년 2월 28일~)은 대한민국의 기업인이다. 대한전선 사장을 역임했다.